# الماس سبز

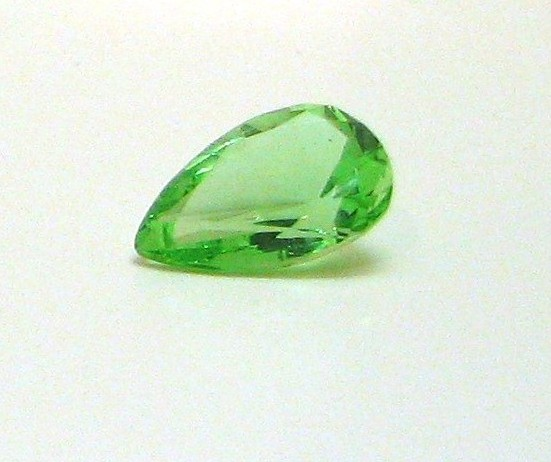
نمونه‌ی شیشه‌ای الماس سبز درسدن

الماس به رنگ‌های گوناگون قرمز،‌ صورتی،‌ارغوانی،‌ آبی و سبز یافت می‌شود. الماس های سیاه رنگ هم که فراوان تر هستند و قیمت کمتری دارند نیز بعضی مواقع به عنوان جواهر کدر و در عین حال درخشان تراش می خورند.الماس سبز در قرون وسطا برای عموم شناخته شد.
الماس سبز زیبایی خیره کننده ای دارد و طرفداران زیادی را علاقه مند به خود کرده است.از این‌رو در ساخت جواهرات کاربرد  بسیار دارد.
از الماس‌های سبز مشهور می‌توان به الماس سبز درسدن (در تصویر) اشاره کرد که از معدن کلور هندوستان٬ همان معدن الماس کوه نور به دست آمده است.

## منبع
1. ↑  http://www.ioffe.ru/SVA/NSM/Semicond/Diamond/index.html
2. ↑  https://noghra.com/silver-price/